# Burg Altneuneck
Die Burg Altneuneck, auch Schlössle genannt, ist eine abgegangene Höhenburg in Hanglage bei 480 m ü. NHN auf dem rechten Talhang des Neckars östlich von Dettingen, einem Ortsteil der Gemeinde Horb am Neckar im Landkreis Freudenstadt in Baden-Württemberg.
Die Hangburg wurde von den ab dem 12. Jahrhundert genannten Herren von Dettingen, die teilweise den Beinamen Lamp führten und Ministeriale der Grafen von Hohenberg und der Pfalzgrafen von Tübingen waren, erbaut. Von der ehemaligen Burganlage sind keine Reste erhalten.